# جوهانس فالكنبيرغ
جوهانس فالكنبيرغ (بالنرويجية البوكمول: Johannes Falkenberg)‏ هو عالم إنسان نرويجي، ولد في 1 أبريل 1911، وتوفي في 3 يونيو 2004.